# آذر كيوان
آذر كيوان هو رئيس كهنة زرادشتي من مواليد فارس هاجر إلى الهند وأصبح مؤسس المدرسة الزرادشتية الإشراقية أو المدرسة التنويرية. تشكل الأدبيات التي أنتجتها هذه المدرسة أدبًا زرادشتيًا إشراقيًا . تهيمن عليها العقيدة والمصطلحات الإشراقية وهي الاستجابة الزرادشتية للمشروع العظيم لشيخ الإشراق شهاب الدين يحيى السهروردي (انظره؛ ت. 587/1191)، والذي كان إحياء فلسفة النور في إيران الإسلامية التي علمها حكماء مشهورون من بلاد فارس القديمة. وقد تم تعيين آذر كيوان وخليفته المباشر كاي خسرو بن اسفنديار كرئيسين للمدرسة الإشراقية.